# Ilse Walker
Ilse Walker (Suíça, 1930) é uma pesquisadora suíça, de cidadania brasileira, especialista em ecologia aquática na região da bacia do rio Negro. Trabalhou no Instituto Nacional de Pesquisas da Amazônia (Inpa) por mais de 30 anos. Em 2002, recebeu a Comenda da Ordem Nacional do Mérito Científico.

## Biografia
Ilse Walker nasceu na Suiça, no início da década de 1930. Em 1963, já era Doutora e passou 13 anos peregrinando como pesquisadora em instituições de diferentes países: Estados Unidos, Tasmânia (África) e Inglaterra. Neste último, foi professora no Imperial College London, sendo destacada para realizar pesquisas no Brasil por um período de 4 anos. Passado esse tempo, decidiu fixar residência na região amazônica, onde se sentiu bem acolhida.
Em 2006, completou 30 anos de serviços junto ao Instituto Nacional de Pesquisas da Amazônia (Inpa), incluindo a Coordenação de Ecologia. Atuou também como professora da disciplina “Biologia Teórica e Evolução”, no Curso de Pós-Graduação em Ecologia da mesma instituição.

## Prêmio e reconhecimento
- 2002 - Comenda da Ordem Nacional do Mérito Científico.[2]
- 2006 - “Memória da Ciência na Amazônia” (vídeo-documentário)[3]